# Highland Football League 2013–14
Highland Football League 2013–14 khởi tranh vào ngày 3 tháng 8 năm 2013 với các trận đấu ở vòng cuối cùng được thi đấu trong hoặc trước ngày 10 tháng 5 năm 2014. Đương kim vô địch là Cove Rangers. Brora Rangers trở thành đội vô địch lần đầu tiên trong lịch sử, trong khi Fort William xếp cuối cùng. Brora thiết lập kỉ lục Highland League mới khi giành được số điểm cao nhất và khoảng cách chiến thắng lớn nhất lịch sử giải đấu, với tỉ số trận thắng là 31 trên 34 (91.2%), cao nhất từ khi Clachnacuddin đạt được 11 trận thắng trên tổng số 12 trận (91.7%) ở mùa giải 1903–04. Với việc để thua 16 bàn suốt mùa giải, Brora cũng đánh bại kỉ lục hậu chiến tranh trước đó của Peterhead với 19 bàn thua ở mùa giải 1998–99, và trở thành đội đầu tiên có hiệu số bàn thắng bại lớn hơn 100.
Đây là mùa giải đầu tiên mà Highland League được hội nhập với hệ thống giải chính thức ở Cấp độ 5, tuy nhiên việc được chấp thuận rằng nhờ tái cấu trúc mà play-off cho một suất ở SPFL sẽ diễn ra từ mùa giải 2014–15 trở đi.

## Bảng xếp hạng
| XH | Đội                  | Tr | T  | H  | T  | BT  | BB  | HS   | Đ  |
| -- | -------------------- | -- | -- | -- | -- | --- | --- | ---- | -- |
| 1  | Brora Rangers (C)    | 34 | 31 | 2  | 1  | 123 | 16  | +107 | 95 |
| 2  | Inverurie Loco Works | 34 | 23 | 6  | 5  | 97  | 39  | +58  | 75 |
| 3  | Nairn County         | 34 | 24 | 3  | 7  | 86  | 39  | +47  | 75 |
| 4  | Formartine United    | 34 | 22 | 6  | 6  | 88  | 36  | +52  | 72 |
| 5  | Fraserburgh          | 34 | 23 | 2  | 9  | 89  | 44  | +45  | 71 |
| 6  | Deveronvale          | 34 | 20 | 5  | 9  | 64  | 43  | +21  | 65 |
| 7  | Cove Rangers         | 34 | 16 | 7  | 11 | 91  | 62  | +29  | 55 |
| 8  | Wick Academy         | 34 | 15 | 8  | 11 | 83  | 51  | +32  | 53 |
| 9  | Forres Mechanics     | 34 | 15 | 7  | 12 | 68  | 50  | +18  | 52 |
| 10 | Buckie Thistle       | 34 | 13 | 10 | 11 | 54  | 48  | +6   | 49 |
| 11 | Clachnacuddin        | 34 | 13 | 7  | 14 | 67  | 64  | +3   | 46 |
| 12 | Turriff United       | 34 | 13 | 5  | 16 | 60  | 57  | +3   | 44 |
| 13 | Huntly               | 34 | 9  | 8  | 17 | 55  | 82  | −27  | 35 |
| 14 | Keith                | 34 | 9  | 2  | 23 | 50  | 98  | −48  | 29 |
| 15 | Lossiemouth          | 34 | 4  | 8  | 22 | 34  | 93  | −59  | 20 |
| 16 | Strathspey Thistle   | 34 | 3  | 3  | 28 | 28  | 116 | −88  | 12 |
| 17 | Rothes               | 34 | 3  | 3  | 28 | 36  | 136 | −100 | 12 |
| 18 | Fort William         | 34 | 1  | 6  | 27 | 35  | 131 | −96  | 9  |

Cập nhật đến 16 May 2014
Nguồn: Highland Football League
Quy tắc xếp hạng: 1. Điểm; 2. Hiệu số bàn thắng; 3. Số bàn thắng.
(VĐ) = Vô địch; (XH) = Xuống hạng; (LH) = Lên hạng; (O) = Thắng trận Play-off; (A) = Lọt vào vòng sau. 
Chỉ được áp dụng khi mùa giải chưa kết thúc: 
(Q) = Lọt vào vòng đấu cụ thể của giải đấu đã nêu; (TQ) = Giành vé dự giải đấu, nhưng chưa tới vòng đấu đã nêu.

## Kết quả
| S.nhà ╲ S.khách      | BROR | BUCK | CLAC | COVE | DEVE | FORM | FORR | FORT | FRAS | HUNT | LOCO | KEITH | LOSS | NAIRN | ROTH | STRA | TURR | WICK |
| Brora Rangers        |      | 1–0  | 5–1  | 3–1  | 3–0  | 2–0  | 6–0  | 6–1  | 0–1  | 4–2  | 2–1  | 9–0   | 6–0  | 4–3   | 6–0  | 11–0 | 2–0  | 2–1  |
| Buckie Thistle       | 0–5  |      | 2–2  | 2–2  | 0–1  | 0–0  | 1–1  | 0–0  | 2–1  | 1–0  | 2–1  | 5–0   | 4–0  | 1–3   | 2–2  | 3–0  | 2–1  | 2–1  |
| Clachnacuddin        | 1–5  | 0–3  |      | 1–4  | 0–2  | 1–1  | 3–1  | 4–0  | 1–1  | 1–2  | 2–2  | 2–1   | 5–0  | 2–1   | 8–1  | 2–1  | 1–0  | 1–4  |
| Cove Rangers         | 0–3  | 4–1  | 3–2  |      | 1–1  | 3–1  | 3–2  | 5–3  | 0–1  | 2–2  | 1–2  | 7–1   | 3–0  | 1–2   | 4–1  | 4–2  | 5–3  | 5–2  |
| Deveronvale          | 0–0  | 1–0  | 1–2  | 3–2  |      | 2–1  | 0–4  | 2–0  | 1–0  | 3–2  | 1–2  | 5–2   | 2–0  | 0–1   | 3–0  | 5–1  | 0–0  | 0–4  |
| Formartine United    | 0–0  | 4–3  | 3–1  | 2–1  | 3–1  |      | 2–1  | 4–0  | 1–0  | 10–0 | 1–1  | 4–2   | 4–2  | 1–2   | 3–0  | 8–0  | 3–0  | 3–1  |
| Forres Mechanics     | 0–1  | 0–2  | 2–1  | 3–1  | 4–1  | 2–2  |      | 6–0  | 1–3  | 1–1  | 1–2  | 3–1   | 2–0  | 1–2   | 2–0  | 3–0  | 2–3  | 2–2  |
| Fort William         | 2–5  | 3–3  | 1–4  | 2–6  | 0–3  | 0–5  | 1–2  |      | 0–6  | 1–1  | 0–6  | 1–3   | 1–1  | 1–5   | 4–4  | 2–3  | 2–4  | 1–1  |
| Fraserburgh          | 1–4  | 5–2  | 3–0  | 5–1  | 2–5  | 0–1  | 2–0  | 9–0  |      | 4–3  | 0–2  | 4–0   | 3–1  | 1–0   | 4–1  | 6–2  | 1–0  | 3–2  |
| Huntly               | 0–6  | 0–0  | 1–5  | 1–3  | 1–1  | 1–4  | 1–2  | 3–2  | 1–3  |      | 1–5  | 3–1   | 4–1  | 1–3   | 6–0  | 1–1  | 2–2  | 2–2  |
| Inverurie Loco Works | 1–2  | 1–1  | 1–2  | 2–2  | 3–1  | 2–0  | 2–2  | 3–0  | 2–1  | 2–1  |      | 3–1   | 5–0  | 2–5   | 7–0  | 3–1  | 4–3  | 7–0  |
| Keith                | 0–3  | 0–2  | 1–1  | 4–1  | 1–4  | 0–2  | 0–6  | 2–3  | 2–3  | 1–2  | 0–3  |       | 5–2  | 1–8   | 5–0  | 4–2  | 1–3  | 0–1  |
| Lossiemouth          | 0–3  | 3–1  | 1–1  | 0–0  | 0–1  | 0–3  | 1–1  | 5–1  | 1–1  | 2–3  | 1–4  | 1–3   |      | 0–5   | 3–1  | 2–2  | 1–3  | 0–0  |
| Nairn County         | 0–2  | 1–0  | 3–2  | 3–3  | 1–1  | 4–1  | 3–1  | 3–0  | 2–3  | 1–0  | 1–2  | 0–1   | 2–1  |       | 5–1  | 3–1  | 2–0  | 4–1  |
| Rothes               | 0–4  | 1–4  | 2–4  | 0–9  | 1–2  | 2–3  | 2–7  | 3–2  | 0–5  | 1–2  | 0–5  | 3–5   | 1–1  | 0–3   |      | 2–0  | 0–3  | 0–7  |
| Strathspey Thistle   | 0–6  | 1–2  | 2–1  | 0–3  | 0–4  | 0–3  | 1–2  | 1–0  | 2–3  | 1–3  | 0–4  | 0–1   | 1–2  | 0–0   | 2–5  |      | 0–2  | 0–9  |
| Turriff United       | 0–1  | 1–1  | 3–2  | 1–0  | 0–4  | 1–4  | 0–0  | 5–0  | 1–4  | 3–0  | 2–3  | 1–1   | 7–0  | 2–3   | 3–0  | 1–0  |      | 1–2  |
| Wick Academy         | 0–1  | 2–0  | 1–1  | 1–1  | 2–3  | 1–1  | 0–1  | 8–1  | 3–0  | 3–2  | 2–2  | 1–0   | 5–2  | 1–2   | 3–2  | 6–1  | 4–1  |      |

Cập nhật lần cuối: ngày 16 tháng 5 năm 2014.
Nguồn: highlandfootballleague.com
1 ^ Đội chủ nhà được liệt kê ở cột bên tay trái.
Màu sắc: Xanh = Chủ nhà thắng; Vàng = Hòa; Đỏ = Đội khách thắng.